# À la folie (album)
Pour les articles homonymes, voir À la folie.
 (avril 2018).
Si vous disposez d'ouvrages ou d'articles de référence ou si vous connaissez des sites web de qualité traitant du thème abordé ici, merci de compléter l'article en donnant les références utiles à sa vérifiabilité et en les liant à la section « Notes et références ».
Albums de Francky Vincent
Le Tombeur
(1996) Ça va chauffer !
(2004)
Singles
1. À la folie / J'adore les animaux
Sortie : 1999
2. Belle / Acras-boudin
Sortie : 1999
3. Tu pues du cul / Ma garçonnière
Sortie : 1999

À la folie est un album de l'auteur-compositeur-interprète français de zouk, d'origine guadeloupéenne, Francky Vincent, sorti en octobre 1999 chez Wagram Music.

## Présentation
L'album, très éclectique, mélange zouk, rap et salsa. Paru en 1999 et produit par Francky Vincent lui-même, il rassemble de nombreuses reprises et deux featurings.

### Le titreÀ la folie
Le titre éponyme À la folie est publié en tant que premier single, également en octobre 1999. 
En dehors des éditions singles (CD et maxi 45T) de 1999, ce titre est réédité en 2001 dans une nouvelle version. Cette dernière annonce la sortie d'une compilation nommée Francky Vincent réchauffe l'hiver, publiée en octobre 2001. Il est, par ailleurs, édité avec une version remixée réalisée par Jean Lahcene[réf. nécessaire].
Il est également repris dans les compilations ultérieures, Complètement Francky (double CD, 2002) et Mon fest'of (double CD, 2009).

## Liste des titres
| 1.    | À la folie                                         | reprise du titre Zouk-la sé sèl médikaman nou ni de Jacob Desvarieux (Kassav') (paru sur l'album Yélélé, en 1984)                                              | 3:45 |
| 2.    | J'adore les animaux                                | | 3:45 |
| 3.    | T'es chiant(e) (duo avec Jocelyne Labylle)         | reprise du titre T'es chiant comme mec d'Houria | 3:43 |
| 4.    | Chez maman                                         | reprise d'un titre Aka manman de Francky Vincent (paru sur l'album Manzé Lola, en 1988)                                                                        | 3:44 |
| 5.    | Tu pues du cul                                     | | 3:42 |
| 6.    | C'est Francky                                      | reprise du titre Phénomène Tabou de Tabou Combo | 3:36 |
| 7.    | Belle (trio avec Jacques d'Arbaud et Thierry Cham) | reprise, en version zouk, de la chanson éponyme de la comédie musicale Notre-Dame-de-Paris (à l'origine interprétée par Garou, Patrick Fiori et Daniel Lavoie) | 3:38 |
| 8.    | Le soleil donne                                    | reprise du titre éponyme de Laurent Voulzy, en version salsa                                                                                                   | 3:45 |
| 9.    | Chanteur de zouk love                              | | 4:13 |
| 10.   | Téléphonez-moi                                     | | 3:31 |
| 11.   | Accras-boudin                                      | | 3:40 |
| 12.   | Zizi phobie                                        | | 3:42 |
| 13.   | Partir ou rester                                   | reprise du titre éponyme de David Koven, en version salsa | 3:43 |
| 14.   | Ma garçonnière                                     | | 3:28 |
| 15.   | Pur sang                                           | | 3:40 |
| 16.   | Emma Globine                                       | | 3:30 |
| 59:07 |                                                    | |      |

## Membres du groupe
- Francky Vincent : chant
- Ann Calvert, Marina Albert : chœurs
- Frédéric Wurtz : piano, synthétiseur, basse, programmation des rythmes
- Guy N'Sangue : basse
- Thierry Delannay, Hermann Fleret, Olivier Marot : guitares
- Éric Giausserand, Kako Bessot : trompettes
- Alex Perdigon : trombone
- Luis Ernesto Gomez : congas, bongos, güiro, cloches